# Pisaurina brevipes
Pisaurina brevipes är en spindelart som först beskrevs av James Henry Emerton 1911.  Pisaurina brevipes ingår i släktet Pisaurina och familjen vårdnätsspindlar. Inga underarter finns listade i Catalogue of Life.